# شاهزاده قورباغه (فیلم ۱۹۸۶)
شاهزاده قورباغه (به انگلیسی: The Frog Prince) فیلمی محصول سال ۱۹۸۶ و به کارگردانی جکسون هانسیکر است. در این فیلم بازیگرانی همچون آیلین کوئین، کلایو رویل، هلن هانت و جان پاراگون ایفای نقش کرده‌اند.
این فیلم بر اساس داستان شاهزاده قورباغه نوشته برادران گریم ساخته شده‌است.